# Bento de Queiroz Pereira Pinto Serpe e Melo
Bento de Queiroz Pereira Pinto Serpe e Melo (Favaios, 8 de setembro de 1772 - Avidagos, 17 de maio de 1816), foi um fidalgo e militar português, brigadeiro de ordenanças na guerra peninsular.

## Biografia
Era filho de José Pereira Pinto de Queiroz Sarmento Guedes (1738 - c. 1799), morgado de Santo António de Favaios, Capitão-mor de Favaios desde 30 de outubro de 1770 até à data de seu falecimento, com sua prima D. Ana Bernardina Pereira Pinto Serpe e Melo (1744 - 1805), herdeira por sua mãe do morgadio de São Nicolau de Alcongosta, no Fundão, e por seu pai herdeira do morgadio de Lourosa, que incluía as casas e quintas de Lourosa, Covelo e Cruzeiro, todas situadas em Viseu e seu termo.
D. Ana Bernardina usava o sobrenome Melo por várias linhas de ascendência, sendo a primogénita a da sua bisavó, D. Jacinta de Melo, filha herdeira de Fernão de Melo Soares, moço fidalgo da Casa Real em 1648 e chefe da varonia dos Melo, em Portugal. E era também a representante da linha primogénita da família Vaz Guedes Pereira Pinto (ou seja, a família do renomado humanista do século XVI, Frei Diogo de Murça, e dos morgados do Arco, em Vila Real, fundado no ano de 1636 por um sobrinho-neto de Frei Diogo), por ser neta de Nicolau Pereira Pinto da Fonseca, morgado de Alcongosta, moço fidalgo da Casa Real em 08.05.1696, e filho mais velho do 3.º morgado do Arco, no qual não sucederia, por ter falecido ainda em vida de seu pai.
Bento de Queiroz foi o primogénito de 4 irmãos e 3 irmãs (entre as quais se destacou Maria Vitória Serpe e Melo, casada em segundas núpcias com o dirigente político e militar luso-brasileiro Francisco de Albuquerque Melo), pelo que veio a ser herdeiro e senhor dos morgadios de Favaios, Alcongosta e Lourosa.
Tal como seu pai, foi Fidalgo da casa real e seguiu a carreira militar.
Além de Capitão-mor de Favaios e Alijó, foi brigadeiro de ordenanças a partir de 1809, participando ativamente no recrutamento e comando de tropas para defesa contra a segunda e a terceira invasão francesa de Portugal.
Foi também, como grande proprietário em Favaios, Avidagos, Viseu e Fundão, personalidade bem conhecida e influente na política local dessas regiões.

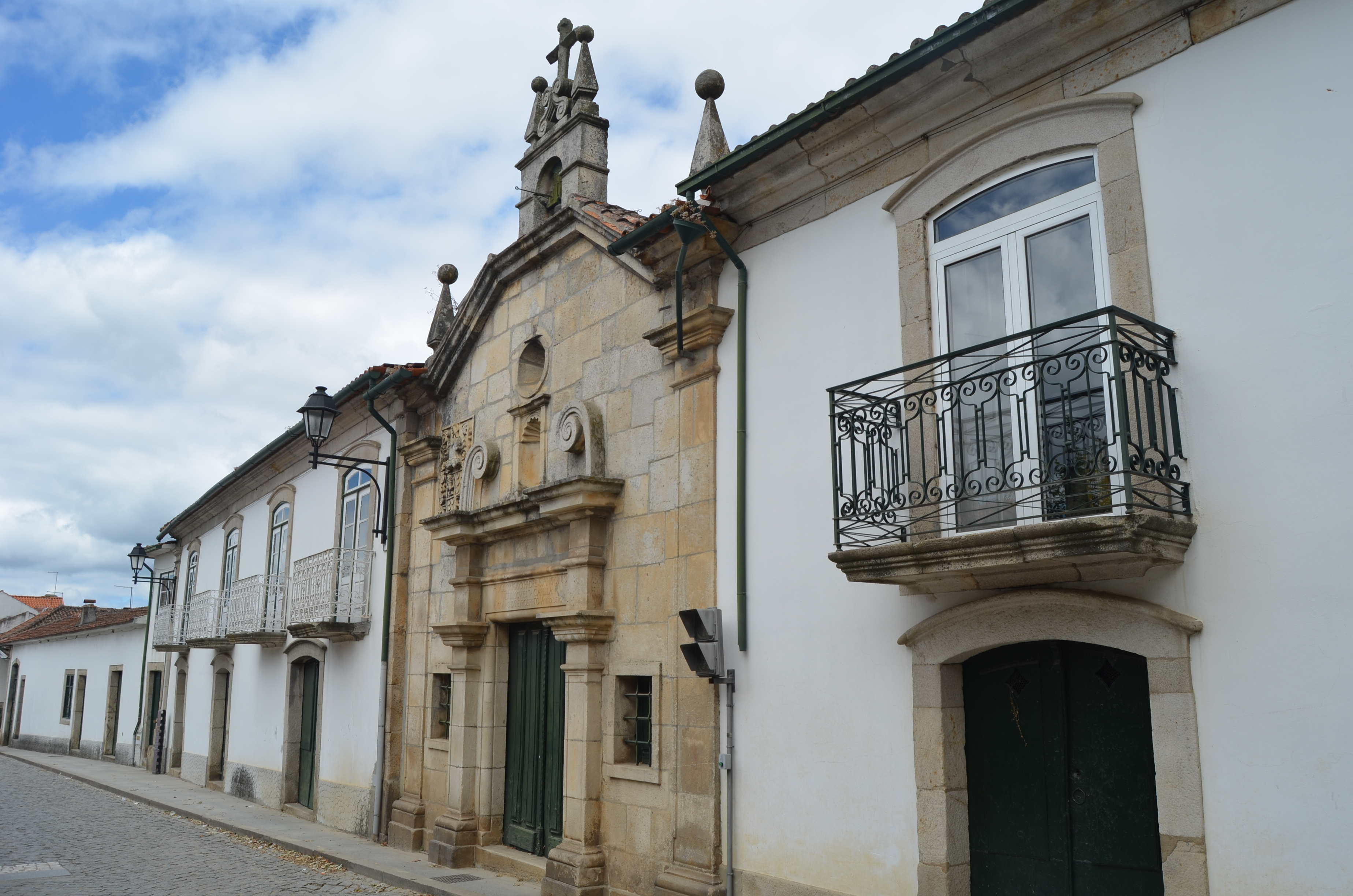
O Solar de Santo António de Favaios (com sua capela, instituída em 1676), onde nasceu Bento de Queiroz Pereira Pinto.

A sua memória seria recordada em obra literária, logo após a sua inesperada morte, através de uma elegia de 15 páginas, da autoria do escritor e poeta Francisco José Cabral, publicada em Lisboa no ano de 1816, sob o título "Elegia à morte de Bento de Queiroz Pereira Pinto Serpe e Mello".

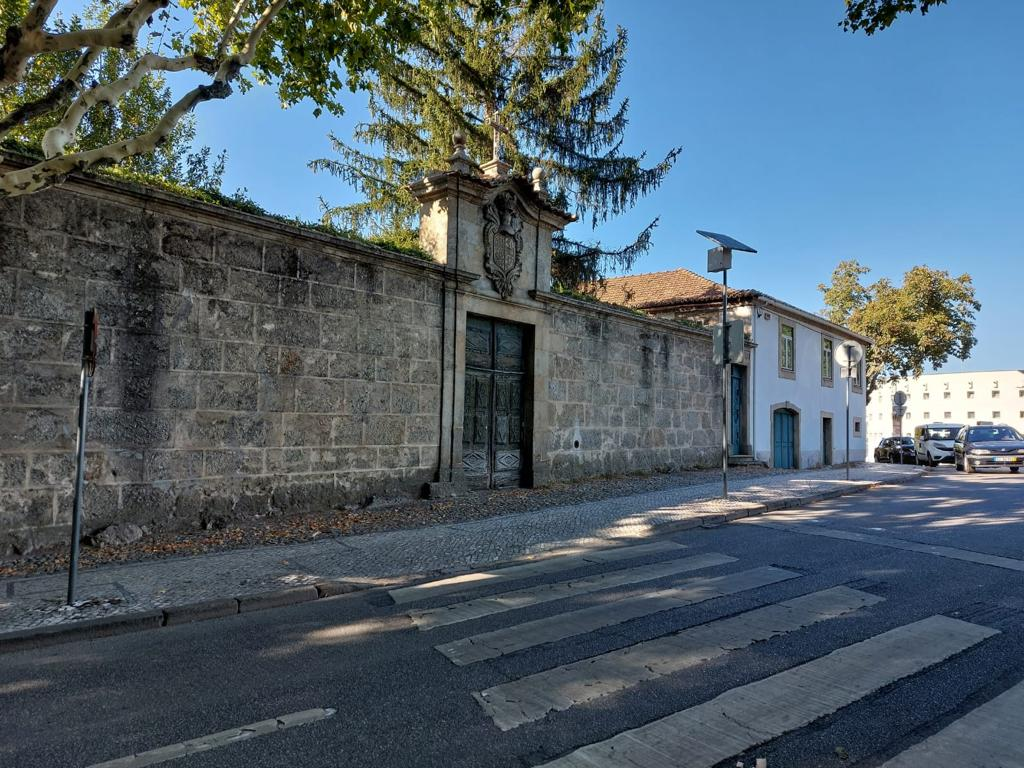
A Casa do Cruzeiro, solar de origem seiscentista em Viseu, uma das várias propriedades que Bento de Queiroz Pereira Pinto possuía, no termo da cidade capital da Beira Alta.

A elegia começa com um soneto:
Em um carro tirado por Arpias

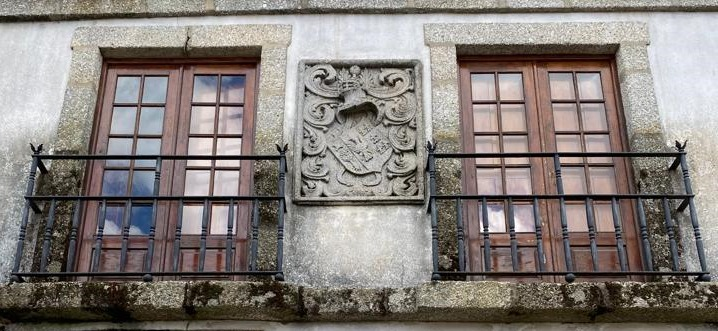
Fachada da casa do Morgado de São Nicolau de Alcongosta, instituído no ano de 1598.

Divaga a Morte sobre a Terra e mares
Fervem-lhe em torno trágicos azares
Torvas Esfinges, lívidas, sombrias:
(...)
Debaixo de seus pés, Queiroz baqueia;
Em hora triste, em hora malfadada,

Da vida se lhe rompe a frágil teia.
E desenvolve-se assim:
II

Por lei, de que nenhum mortal se esquiva
Finalizou Queiroz;que perda ingente!
A torva, carrancuda Libitina
Guerra declara a tudo o que é vivente
III
Em feia estância, em erma penedia
Entre a Esposa e o Irmão, que ali concorre,
Com Deus no coração, com Deus nos lábios,
Olhando para o Ceo, suspira e morre
IV
Que é d'elle? aonde está? não posso achá-lo
Já é cinza na fria sepultura;
Em fumo se tornou uma existência,
que merecia ter perpétua dura.
V
Este bom cidadão, bom pai e esposo
Que suspiros do peito nos arranca!
Mirrou-se aquella mão, que dadivoza,

A todos foi clemente, a todos franca.
E a elegia prossegue, neste tom, até a última quadra, de número 46.
O autor do "Portugal Antigo e Moderno", renomado dicionário corográfico de Pinho Leal, comentando-a no ano de 1886, considerou tratar-se de "bonitos versos... qualquer dos nossos poetas se ufanaria, assignando-os".
Bento de Queiroz Pereira Pinto faleceu na sua quinta do Carvalhal, em Avidagos, sendo sepultado na respectiva capela.

## Casamento e descendência
Casou-se em Vila Real, na freguesia de São Pedro, em 12 de fevereiro de 1797, com sua prima, D. Leonor Vaz Guedes Pereira Pinto, filha de Miguel António Vaz Guedes Pereira Pinto, Fidalgo da Casa Real, 5.º senhor do Morgado do Arco, em Vila Real, e dos Morgados de S. Miguel e de Montebelo, no Fundão, e de Francisca Margarida Leocádia Pereira Pinto de Magalhães.
(A sua mulher era irmã de Luís Vaz Pereira Pinto Guedes, 2.º Visconde de Montalegre, destacado comandante militar na guerra peninsular e depois partidário de D. Miguel I na guerra civil portuguesa, e de José Vaz Pereira Pinto Guedes, 1.º visconde de Vila Garcia).
Do seu casamento, teve a seguinte geração:
- Maria do Carmo Pinto de Queiroz Serpe e Melo, nascida em Favaios, em 20 de setembro de 1798,[28] que faleceu solteira, sem geração.

- Francisca Emília Pereira Pinto de Queiroz Serpe e Mello (Favaios, 26 de outubro de 1800 - Viseu, São João de Lourosa, 16 de setembro de 1866),[29][30] que casou em Favaios, em 22 de maio de 1845, com o juiz desembargador da casa da suplicação e comissário dos exércitos miguelistas, antes e durante o período da guerra civil portuguesa,[31] Gaspar Homem Pinto Pizarro Pimentel de Almeida Carvalhaes, Fidalgo da Casa Real (e irmão do 1.º Barão de Ribeira de Sabrosa, Rodrigo Pinto Pizarro Pimentel, Presidente do Conselho de Ministros de Portugal); sem geração.[32]

- Miguel Pereira Pinto de Queiroz Serpe e Melo Sampaio S. Nicolau (Favaios, 28 de agosto de 1804[33] - Viseu, São João de Lourosa,14 de julho de 1867), Moço fidalgo da casa real,[34] último Morgado de Santo António de Favaios, de São Nicolau de Alcongosta e de Lourosa,[16] Capitão-mor de Favaios em 26 de abril de 1831,[3][35] que casou na Casa do Arco (Vila Real), em 8 de setembro de 1824,[36] com sua prima coirmã, D. Augusta Cândida Emília Vaz Guedes de Ataíde Malafaia (Fundão, bp. 22 de outubro de 1800 - Matosinhos, 23 de setembro de 1873),[37][38] filha de Francisco Vaz Guedes Pereira Pinto, 6.º Morgado do Arco, em Vila Real e de sua mulher, D. Ana Joaquina de Ataíde Azevedo e Brito Malafaia, herdeira das honras de Barbosa e de Ataíde.[32] (D. Augusta Cândida Emília era irmã do último senhor da honra de Barbosa, D. Miguel Vaz Guedes de Ataíde Azevedo e Brito Malafaia).[39] Deste casamento houve geração, 3 filhas e 6 filhos, cuja linha primogénita de descendência seguiria os apelidos Queiroz de Ataíde, e Ataíde Pinto Mascarenhas.[40]

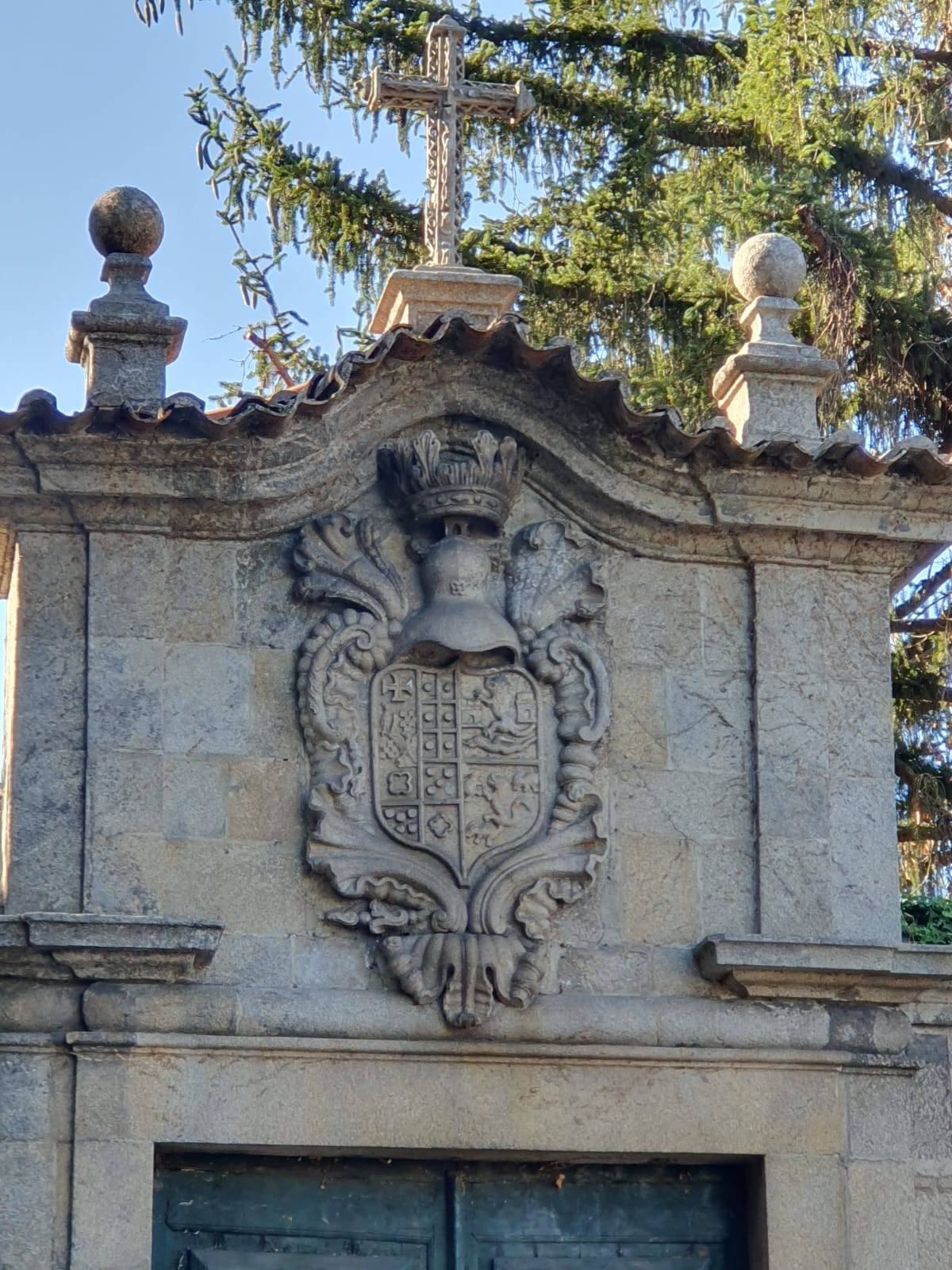
Portão de entrada da Casa e Quinta do Cruzeiro, em Viseu, com o brasão da família materna de Bento de Queiroz Pereira Pinto. No 1.º quartel do escudo estão as armas dos Melo, provenientes de Pedro de Melo, o Púcaro.

## Ascendência
|  | |  |  |  |  |  |  |  |  |  |  |  |  |
|  | 8. Nicolau de Queiroz Pinto, 1.º Morgado de Santo António de Favaios                                               |  |  |  |  |  |  |  |  |  |  |  |  |
|  | |  |  |  |  |  |  |  |  |  |  |  |  |
|  | |  |  |  |  |  |  |  |  |  |  |  |  |
|  | 4. José de Queiroz Pinto, 2.º Morgado de Favaios                                                                   |  |  |  |  |  |  |  |  |  |  |  |  |
|  | |  |  |  |  |  |  |  |  |  |  |  |  |
|  | |  |  |  |  |  |  |  |  |  |  |  |  |
|  | 9. Helena Taveira de Sampaio                                                                                       |  |  |  |  |  |  |  |  |  |  |  |  |
|  | |  |  |  |  |  |  |  |  |  |  |  |  |
|  | |  |  |  |  |  |  |  |  |  |  |  |  |
|  | 2. José Pinto de Queiroz Pereira Sarmento Guedes, Capitão-mor de Favaios                                           |  |  |  |  |  |  |  |  |  |  |  |  |
|  | |  |  |  |  |  |  |  |  |  |  |  |  |
|  | |  |  |  |  |  |  |  |  |  |  |  |  |
|  | 10. André Moraes Sarmento Pereira Pinto Guedes (filho do 1.º Morgado do Arco)                                      |  |  |  |  |  |  |  |  |  |  |  |  |
|  | |  |  |  |  |  |  |  |  |  |  |  |  |
|  | |  |  |  |  |  |  |  |  |  |  |  |  |
|  | 5. Maria Jacinta Pereira Pinto de Morais Sarmento                                                                  |  |  |  |  |  |  |  |  |  |  |  |  |
|  | |  |  |  |  |  |  |  |  |  |  |  |  |
|  | |  |  |  |  |  |  |  |  |  |  |  |  |
|  | 11. Joana de Magalhães Teixeira                                                                                    |  |  |  |  |  |  |  |  |  |  |  |  |
|  | |  |  |  |  |  |  |  |  |  |  |  |  |
|  | |  |  |  |  |  |  |  |  |  |  |  |  |
|  | 1. Bento de Queiroz Pereira Pinto Serpe e Melo                                                                     |  |  |  |  |  |  |  |  |  |  |  |  |
|  | |  |  |  |  |  |  |  |  |  |  |  |  |
|  | |  |  |  |  |  |  |  |  |  |  |  |  |
|  | 12. Miguel Serpe Coelho de Sousa, senhor das quintas do Cruzeiro, Lourosa e Covelo (Viseu)                         |  |  |  |  |  |  |  |  |  |  |  |  |
|  | |  |  |  |  |  |  |  |  |  |  |  |  |
|  | |  |  |  |  |  |  |  |  |  |  |  |  |
|  | 6. Filipe Serpe de Sousa e Melo, Morgado de São João de Lourosa                                                    |  |  |  |  |  |  |  |  |  |  |  |  |
|  | |  |  |  |  |  |  |  |  |  |  |  |  |
|  | |  |  |  |  |  |  |  |  |  |  |  |  |
|  | 13. Maria Antónia Micaela Pereira de Melo (filha dos Morgados de Santa Eulália)                                    |  |  |  |  |  |  |  |  |  |  |  |  |
|  | |  |  |  |  |  |  |  |  |  |  |  |  |
|  | |  |  |  |  |  |  |  |  |  |  |  |  |
|  | 3. Ana Bernardina Pereira Pinto Serpe de Melo, Morgada de Lourosa e Alcongosta                                     |  |  |  |  |  |  |  |  |  |  |  |  |
|  | |  |  |  |  |  |  |  |  |  |  |  |  |
|  | |  |  |  |  |  |  |  |  |  |  |  |  |
|  | 14. Nicolau Pereira Pinto da Fonseca, filho primogénito do 3.º Morgado do Arco e herdeiro do Morgado de Alcongosta |  |  |  |  |  |  |  |  |  |  |  |  |
|  | |  |  |  |  |  |  |  |  |  |  |  |  |
|  | |  |  |  |  |  |  |  |  |  |  |  |  |
|  | 7. Maria Pereira Pinto, 8.ª Morgada de São Nicolau de Alcongosta                                                   |  |  |  |  |  |  |  |  |  |  |  |  |
|  | |  |  |  |  |  |  |  |  |  |  |  |  |
|  | |  |  |  |  |  |  |  |  |  |  |  |  |
|  | 15. Josefa Antónia Maria Caetana de Melo Freire e Sampaio (herdeira dos Melo, morgados de S. Paio)                 |  |  |  |  |  |  |  |  |  |  |  |  |
|  | |  |  |  |  |  |  |  |  |  |  |  |  |
|  | |  |  |  |  |  |  |  |  |  |  |  |  |